# Exocentrus gardneri
Exocentrus gardneri är en skalbaggsart som beskrevs av Fisher 1931. Exocentrus gardneri ingår i släktet Exocentrus och familjen långhorningar. Inga underarter finns listade i Catalogue of Life.